# 綾瀬れん
福咲 れん（ふくさき れん、1990年10月8日 - ）は、日本の女優、元AV女優。
所属はプライムエージェンシー→Vanquish→ティーパワーズ。過去のプロフィールは1990年10月8日生まれ

## 略歴
2011年5月、アダルトイメージビデオをリリースしデビュー。9月、MOODYZ専属でAVデビュー。
2012年2 - 6月、SODクリエイトに専属で在籍。8月以降は企画単体女優としてTMA・KMP・アキノリなどのメーカーを中心に出演中。10月には歌もリリースしている。
2013年4月、初の撮影会を開催。11月、所属事務所をVanquishへ移籍、それに伴い女優名を「大塚れん」に改名した。XCITY年間ランキングのヌキどころ部門（マニア・フェチ）で、「隣の浮きブラお姉さん」が上位を独占した（全4パート、パート1・1位、パート4・4位、パート3・5位、パート2・6位）。
2014年2月頃から、大塚名義の作品がリリースされ始める。3月、出演100作達成。
2015年4月1日、事務所移籍に伴い福咲れん名義となる。
2018年7月末でAV引退。以後、事務所には継続して所属し、女優、タレントとして活動。

## 人物
趣味は雑貨屋めぐり、特技はバレーボール。Instagramフォロワー数ランキングセクシー女優部門で現在4位（2013年12月時点）。音楽鑑賞を趣味とし、映画でバンド・quizkidと共演して以降、「マニアックなバンド」好きとなる。AV女優同士は連絡交換をしないという暗黙の業界ルールも手伝い、交友も音楽業界のほうが広い。
目標は「芝居のできる女優さんになること」。

## 作品

### アダルトイメージDVD
- もうムリ!! （BAGUS、2011年5月26日）
- AV無理 （未満、2011年7月1日）
- 着エロ乙女 （Pigoo、2011年9月26日）
- 本当にデカップ 完全版 （ソクミル、2013年9月13日）
- 清楚な彼女を寝取ってください  (GONTA、2014年8月28日)

### アダルトDVD
※無名義の出演作品もあり区別が付けにくいため、改名後もここにまとめる。
- 92cmHcup着エロアイドルAV解禁 (9月13日)
- ノーブラ羞恥4本番 (10月13日)
- イクまで終わらない突然SEX (11月13日)
- 綾瀬れんの極上風俗フルコース (12月13日)

- 超高級ソープ嬢 (2月23日)
- セックスの練習台が○校生の弟!彼氏を悦ばせたいツンデレお姉ちゃん (3月22日)
- 僕のかわいい妹れんちゃんと毎日中出しH♥ (4月21日)
- 唾液まみれの接吻→絡みつくカラダ (5月24日)
- 新任女教師 緊縛中出しホームルーム (6月21日)

- こんな女に挟射したい 谷間マ●コにそのまま中出し (ドリームチケット、8月1日)
- やりたい放題 (プレステージ 毒まむし、8月10日)
- 新入社員は飢えたデカすぎボインちゃん (E-BODY、8月13日)
- Boin「綾瀬れん」Box 最高級の淫乱天然美巨乳 新フェチモザイク (妄想族ABC、9月17日)
- 数年ぶりに会った叔父さんに「昔みたいに、一緒にお風呂に入ろうよ」と成長した身体を平気で見せる美巨乳の姪っ子 (グローリークエスト GLORY QUEST、9月20日)
- 隣の浮きブラお姉さん (EROTICA、9月28日)
- 同棲して初めて知った、真夜中は肉食な爆乳彼女の素顔。 (胸キュン喫茶、10月1日)
- スク水H 47(クリスタル映像 e-kiss、10月5日)
- ビショ濡れ 透けブラ巨乳女 (グローリークエスト GLORY QUEST、10月18日)
  - 出演:杏美月、青木りん、朝桐光、高月和花
- ボインな妹 ドM化プロジェクト 執行委員会2 Hカップ102cm (チェリーズ乳輪堂、10月19日)
- 家庭教師が巨乳受験生にした事の全記録 隠撮カメラFILE GG-119 (グローリークエスト GLORY QUEST、11月1日)
- お試しAVかっ! ハメてみなけりゃ帰れマ○○3 (チェリーズちぇりーこーく、2012年11月16日)
  - 出演:美月優芽、持田美琴、美月しのぶ、雪乃、小泉麻由
- 非ヌキ系サロンでセラピストと店内でヤレちゃった!! (ex BoinBB、11月19日)
  - 出演:綾瀬みなみ、星野来夢、美月優芽、柚ノ木りん、他2名
- 好色でかまら喰い (ワープエンタテインメント So、11月23日)
- 人妻恥じらい巨乳エステ (マドンナ、11月25日)[11]
- 「まさか特急列車の客室担当グ○ーンアテンダントが幼馴染だった!すると久々の再会もつかの間に泣きそうな顔で『だって他の人には頼めないもん』と 仕事中にも関わらず勃起チ○ポを見たがる大胆すぎるお願い!その理由とは?!」 VOL.1 (DANDY、12月6日)
  - 出演:向井恋、大倉彩音、加藤ツバキ
- 全力逃走レイプ (グローリークエストGLORY QUEST、12月6日)
  - 出演:小峰ひなた、原望美、遥めぐみ、星川麻美
- 満員電車で巨乳すぎて胸が密着してしまう女は痴漢されても拒めない 隠れ巨乳女子校生限定編 (ナチュラルハイ、12月20日)
  - 出演:須藤早紀、葉月めぐ、篠原杏

- 「美人マッサージ師にパンツからしたたり落ちるほどの勃起染みを見せつけたらヤられた」 VOL.3 (DANDY、2月7日)
  - 出演:北川エリカ、水城奈緒、浅之美波
- 部屋で2人きりになった無邪気な幼なじみの巨乳が当たって、我慢できない僕は勃起チ○コを押し当てた (SWITCH、2月21日)
  - 出演:小倉もも、由良真央、佐藤あや奈
- 俺専用性奴隷 4 (MAD、2月21日)
- 年に1度の健康診断。同僚が側に居るので声も出せず感じさせられる真面目女子社員 (プレステージ THRILL SEEKER、3月1日)
  - 出演:望月アリス、橘早苗
- 「ワザと看護師にせんずりを見せつけたらヤられるか？」 VOL.7 (DANDY、3月7日)
  - 出演:有本紗世、さとう遥希、秋元美穂他
- 川の字で寝ていた姉が我慢できずに漏らす喘ぎ声を聞いて発情しだす妹 7 (ナチュラルハイ、3月7日)
  - 出演:北川エリカ、夏目優希、浅之美波
- 女のカラダは腰使いで決まる! 4時間 2 (BAZOOKA、3月8日)
  - 出演:かすみりさ、神川ひな、沖田杏梨、舞咲みくに
- アダルトグッズを見つかりやすい場所に隠しハウスクリーニング業者を呼んでこっそり盗撮。玩具を発見し、こっそりアソコにあてがうドスケベ美人スタッフを見てもう我慢が出来ない!勃起したチ●ポを目の前にちらつかせると案の定喰いついて来た! (SCOOP、3月22日)
  - 出演:星野あかり、前田陽菜、葵野まりん
- 一瞬でも、その目線バレバレですね。 (バルタン、3月22日)
- 常に笑顔でお仕事中に性交 (ROCKET、3月23日)
  - 出演:結城ちさと、宇佐美なな
- ワシ掴めるほどの爆乳でパイズリ挟射 (ドリームチケット、4月5日)
  - 出演:杏美月、本真ゆり、前田優希、黒沢那智、青山菜々、さくら悠、長澤あずさ
- フェラテロリスト 淫乱興奮神フェラ大連発! 超極上S級フェラが炸裂! (SEX Agent、4月19日)
  - 出演:橘なお、春原未来、山本美和子、杏美月、綾瀬みなみ、板野有紀、沙藤ユリ、上原ソニア、原沢ゆうあ、上原花恋他
- 学園爆乳輪姦中出し 一騎通姦 (CMPコスキューブ、4月25日)
  - 出演:七色さやか、春日由衣
- スク水H THE BEST 5 (クリスタル映像 CRYSTAL EX、4月26日)
- 混浴風呂に入浴しているカップルの女の前で俺のデカチンを見せつけたら彼女の視線がくぎ付けに!彼氏には内緒でこっそりヤッちゃいました!!2 (BAZOOKA、4月26日)
- 南青山高級アロマ性感オイルマッサージ 7 (プレステージSchwarz、5月10日)
  - 出演:たなか唯、東尾真子、阿部涼音
- 視姦フェラチオ 〜ガン見で虐めて煽って脳内も股間も大発射〜 (SEX Agent、5月17日)
  - 出演:板野有紀、上原花恋、原沢ゆうあ、坂下えみり、奏音、土屋慧、上原ソニア
- 巨乳巨尻後背位 コスプレ巨乳女の悶絶後背位 (SEX Agent、5月17日)
- 美少女即ハメ白書 12 (プレステージ ソクハメラボ、5月21日)
  - 出演:聖菜アリサ、夢咲りぼん、かなでゆき
- 高級セレブ専用サロン 人妻オイルマッサージ 3 (TMA 快春堂、6月7日)
  - 出演:小峰ひなた
- 自ら夫に「SEXして!」と言えなく、抱いて欲しくてしょうがないSEXレスな専業主婦は家に上がって来る男で欲求を満たす (プレステージ REAL DOCUMENT、6月11日)
  - 出演:小野寺のあ、水野朝陽
- 数年ぶりに会った叔父さんに「昔みたいに、一緒にお風呂に入ろうよ」と成長した身体を平気で見せる美巨乳の姪っ子 BESTセレクション (グローリークエスト GLORY QUEST、6月20日)
- 女子校生の黒ストッキング尻コキ (SEX Agent、6月21日)
  - 出演:板野有紀、上原花恋、葵野まりん、沙藤ユリ、姫咲るい、葵音
- スク水女子校生のニーハイ脚コキ (SEX Agent、6月21日)
  - 出演:葵こはる、板野有紀、葵野まりん、栗山朋香、愛代さやか、上原ソニア
- 爆乳女が好んで着たがるサイズの小さい競泳水着 (ドリームチケット、6月21日)
  - 出演:前田優希、青山菜々、さくら悠
- 滋養強壮ドリンクと称した媚薬のチラシをマンションに投函!連絡をしてきた若妻に試飲させたら突然発情してパンツを濡らしチ○ポにむしゃぶりついてきたのでそのまま頂きました!! (SCOOP、6月28日)
  - 出演:山本ゆきな、篠原杏、松下美雪、前田陽菜
- なんと憧れの美人OLとホテルで同室に!?一緒に酒を飲んでついつい爆睡。すると彼女は僕のチ●ポめがけて手を伸ばしてきた! (SCOOP、6月28日)
  - 出演:愛内希、春原未来、早瀬ありす、和希レナ
- いいなり雌犬飼育 7(GALLOP GIFT、7月2日)
  - 共演:えみ、さゆき、ゆな、ここね
- 家族に内緒で実家の子ども部屋におじさん3人連れ込む地味っ子 (ナチュラルハイ、7月18日)
  - 出演:桜夏樹、小西まりえ
- 現役女子大生家庭教師レイプ盗撮 せんせいこのまま膣に出すよ！(青空ソフト、7月12日)
  - 出演:えりりか
- 凌辱ヒロイン 淫乱カグラ(TMA Expotion、7月26日)
  - 出演:えりりか、葉月めぐ、初美沙希、牧瀬みさ
- 『ブラックジャックによろしく』 THE AV 裸を見られて興奮するナースたちと勃起を見て興奮するナースたち (東京ティンティン+、8月8日)
  - 出演:加納綾子、早瀬ありす、聖菜アリサ、辺見麻衣、安達柚奈、他3名
- ズボラな巨乳姉貴とズボラ近親相姦(ROCKET、8月8日)
  - 出演:保坂えり
- 童貞浪人/ケガで動けない/家賃が払えない/家事が出来ない僕にもいつでもどこでも中出しさせてくれるボインで優しいアパートの美人な大家さん (DEEP'S、8月8日)
  - 出演:向井恋、星海レイカ、美緒みくる
- ガマン出来ない肉食系痴女 4時間 3 (BAZOOKA、8月9日)
  - 出演:舞咲みくに、Miki、かすみりさ、Yuka
- 添い寝手コキ2 (SEX Agent、8月14日)
  - 出演:板野有紀、夏目優希、坂下えみり、奏音、上原ソニア、茜笑美
- 図書館で声も出せず糸引くほど愛液が溢れ出す敏感妻(ナチュラルハイ、9月5日)
  - 出演:有村千佳、保坂えり、相沢恋、向井恋
- ゲリラ豪雨に打たれてビショ濡れスケスケ娘のパンパンに張った若乳鷲づかみバス 4 (DEEP'S、9月5日)
  - 出演:さくら悠、橘なお、中居ちはる
- 仮眠室で先輩ナースが患者のチ○ポをフェラチオしてるのを見てしまった新人ナースは「私も勃起チ○ポ欲しい…」と夜勤中に暴走SEX (東京ティンティン+、9月5日)
  - 出演:辺見麻衣、早瀬ありす、聖菜アリサ
- プールでうっかりビショ濡れになった同級生が予想外の隠れ巨乳!ほんの数分前まで、まったく色気が無かった女子が急にエロく見えて思わず勃起してしまった僕。 (Hunter、9月5日)
  - 出演:森川ななせ、初美沙希、他2名
- 旅行に来たカップルの彼女を狙った寝盗られレイプ (青空ソフト、9月13日)
  - 出演:水希杏
- 婚約者が隣にいるのにブライダルエステ中に感じ始めた女 (アキノリAKNR、9月19日)
  - 出演:原千草、芦名ユリア
- 文京区にある女教師が通う整体セラピー治療院2 (変態紳士倶楽部、10月1日)
  - 出演:東尾真子、白鳥ゆな、橘ひなた
- フェザータッチエステ痴漢 〜常に焦らされ続けた女は全身が敏感になり施術中に発情しだす〜 (ナチュラルハイ、10月10日)
  - 出演:斉木ゆあ、小野寺のあ、北川エリカ
- バイトの中で一番カワイイあの娘とやっちゃった俺 3 (アキノリAKNR、10月10日)
  - 出演:原千草、瀬戸ひまり、乙葉ななせ
- めったに鳴らない僕の電話が鳴ったと思ったら、やっぱりテレアポ…（泣）1年ぶりに女子と話せて内心嬉しい僕に、まさかの耳を疑う営業手法!「もし私がテレフォンセックスしたらお話聞いて頂けますか?」初めて聞くオマ〇コ連呼に先っぽはもうビショビショ (アイエナジー、10月10日)
  - 共演1名
- 乳犯 圧倒的おっぱいプレイ集 4時間 (ABC妄想族、10月19日)
- 急に同居することになった兄嫁が薄着で近づいてきた…これはセックスOKサイン? (アキノリAKNR、10月24日)
  - 出演:芦名ユリア、大石美咲
- 発射無制限!M男専用超高級淫語ソープ 爆乳3輪車 (痴女ヘブン美 DELUXE、10月25日)
  - 出演:菅野さゆき、星海レイカ
- 人妻不倫旅情緊縛哀願 (青空ソフト、10月25日)
  - 共演1名
- コスプレ例大祭 6 (TMA Expotion、10月25日)
  - 出演:湊莉久、朝比奈みくる、ほのかまゆ、ほのか美空、桜ちずる
- 教え子と性交する女たち 2枚組8時間 (TMA、11月8日)
- 帰宅の瞬間を狙われたOL押し込みレイプ (青空ソフト、11月8日)
  - 共演2名
- 「男の人のおちん○んってどうなってるんですか?」人生40年!一度も女性から気軽に話しかけられた事が無いボクでもお嬢様学校の先生になったら良い事があり過ぎた!学校には男がボクひとりなものだから、異性に関する悩みを女生徒が打ち明けてくるんです!2 (Hunter、11月9日)
  - 出演:みやび真央、阿部乃みく、陽向なの、葵こはる
- 朝ゴミ出しする近所のノーブラ奥さんとやっちゃった俺 (アキノリAKNR、11月9日)
  - 出演:大石美咲、春日由衣、愛花沙也
- 国際空港キャビンアテンダント御用達の高級南仏式オイルエステ！催淫ドリンクを服用し細胞レベルまで敏感になった身体を痙攣させながら激イキする 巨乳人妻CA (ディープス、11月21日)
- 52人のコスプレ大例大祭 4枚組16時間BOX (TMA Expotion、12月13日)
- エステティシャンに成り済ましたAV女優がブライダルエステにやって来たカップルの彼氏を誘惑!彼女の横で超絶テクの気持ちいいマッサージをしたら彼氏はどうするのか!? (ATOM、12月19日)
  - 出演:芦名ユリア、音羽レオン、有村千佳、坂下えみり
- こんなラッキー二度と無い!!隣に住む巨乳お姉さんが僕の家の玄関前で泥酔してパンチラ全開で爆睡中!!大きなおっぱいを揉みしだき舐めまくって吸いまくってハメ倒してヤリました! (アパッチ、12月19日)
  - 共演:5名
- 凌辱ヒロイン プラグスーツチルドレン (TMA、12月27日)
  - 出演:大槻ひびき、知花メイサ
- 貸切露天風呂で夫の前で犯される人妻レイプ (青空ソフト、12月27日)
  - 出演:原千草

- 近くに彼氏か居るのに僕を痴女ってくる見知らぬお姉さん (アキノリAKNR、1月9日)
  - 出演:大石美咲、春日由衣、佐々木恋海、春原未来
- あなただけに語りかける 20人の人妻 指入れ愛液ビチャビチャ自画撮りオナニー (TMA、快春堂、1月10日)
  - 共演:19名
- 愛する人の目の前で寝盗られレイプされた女たち 4時間 (TMA、1月10日)
  - 共演:10名
- カワイイ素人娘達の着衣ノーブラ！！親友対決！ブラジャー早脱ぎ競争！！3 (はじめ企画、1月13日)
- 家族にバレないように兄嫁を縛っちゃった俺 (アキノリAKNR、1月23日)
  - 出演:原千草、椎名ゆな
- ずぶ濡れスケスケのパイスラ巨乳に堪らず勃起!!突然のゲリラ豪雨でずぶ濡れのスケスケ状態で帰宅した娘（○校生）の友達はみんな超巨乳! しかも○校生とは思えない挑発的なパイスラ巨乳を目撃して堪らず勃起!! (アパッチ、1月23日)
  - 出演:星咲優菜、青羽勇歩、東条ゆう、森川ななせ、羽川るな
- サウナレディのお仕事 11 「全員Gカップ以上！」密着巨乳洗体スペシャル (SENZ、1月23日)
- 素人コスプレイヤー緊縛調教 博○霊夢 (TMAコスプレ緊縛倶楽部、1月24日)
- 弟なら姉の裸当ててみて!今回もオール血縁 姉＋従姉のお姉ちゃんスペシャル (ROCKET、2月6日)
  - 出演:倖田李梨、他1名
- 母親が超ドMだったとは!毎日毎日、口うるさい母親…。いい加減、我慢の限界が来たボクは逆ギレして母親の胸を思わず鷲掴み!!するとさっきまで怒っていた母親が豹変!?ボクの言うことをなんでも聞く超ドM女に…!! (アパッチ、2月6日)
  - 共演:5名
- 新・いいなり雌犬飼育 1 (GALLOP NEOGIFT、3月1日)
  - 出演:春宮こころ、木村夏菜子、神波多一花
- 隣のベッドにお見舞いに来た女子の無防備パンチラに下半身だけ元気になった僕。気付いた彼女はカーテン越しにミニスカ尻を勃起チ○ポに密着させてきた! (SWITCH、3月6日)
  - 出演:華宮花、愛須心亜、七海
- 素人マスク性欲処理マゾメス 3 (クリスタル映像、3月7日)
- むちむちSEXYなタイトミニがエロ生意気すぎる件 綾瀬れん (アロマ企画AROMA、3月13日)
- 初めての混浴温泉で夫以外の勃起チ○ポを目撃 隣に夫がいるにも関わらず初めて見る夫以外のチ○ポから目が離せない (Hunter、3月20日)
  - 共演:5名
- AVの撮影現場で家族全員まさかの鉢合わせ 秘密にしていたAVのお仕事がバレちゃった 家族騒然 一家全員AV関係者 (ATOM、3月20日)
  - 出演:原千草、あすか光希、YANAMO
- 快春堂オイルマッサージ PREMIUM BEST HD 8時間 (TMA 、4月11日)
- 初めての混浴温泉で夫以外の勃起チ◯ポを目撃！隣に夫がいるにも関わらず初めて見る夫以外のチ◯ポから目が離せない若妻は自分でも知らなかったドスケベな本性が剥き出しになり発情！その激しい発情本能が抑えられず夫以外のチ◯ポを求める！ (Hunter、4月20日)
- 美人女教師のムレた股間を押し付けられて顔面騎乗の虜にされてしまった僕 (SOSORU、4月24日)
  - 出演:春原未来、椎名まりな
- 絶対に感じてはいけない病院24時間 2 (ATOM、4月24日)
  - 出演:さとう遥希、長瀬あおい、伊藤りな
- 綾瀬れん BEST SELECTION 4時間 (TMA、4月25日)
- 「熟女の口はもっと嘘をつく。」熟雌女anthology #105 大塚れん (アウダースジャパン、5月16日)
- 自主映画のモニターとだまして、素人の人妻にAV鑑賞させて中出ししちゃいました。7 (ビッグモーカル、5月25日)
  - 共演:4名
- 裸の家政婦 大塚れん (プラネットプラス、6月1日)
- 裸のペット 全裸の妻を飼育する夫の物語 ワンコ妻 大塚れん (ローグ・プラネット、6月1日)
- ナマ姦不倫05 (光夜蝶、7月5日)
- 俺の恥ずかしいオナニーをガン見してもらえませんか？ (NON、7月5日)
- 肉体変異型レイプハンター ンドゥバ VS マグナピンク (GIGA、7月11日)
- まさか母・姉・妹の裸(巨乳)で勃起するなんて！家族旅行で久しぶりに一緒にお風呂に入った母・姉・妹の胸が想像以上に巨乳すぎて、理性を保てなかった僕の股間は痛いくらいビンビンに…。そんな姿バレたくないのに見つかってしまい…。 (Hunter、8月7日)
- 過保護な母にエロ〜い下着を着せると思いの外、恥ずかしがる姿をみて興奮した僕の勃起チ◯ポをエロ〜い目線で見つめるので「舐めてみる？」と聞いたら答える前にカブリつかれた件。 (NON、8月8日)
- 普段は意識しない身近な女性の服の隙間から覗く無防備な日焼けあとに興奮してしまい… (プレステージ、8月12日)
- 「ひと夏の想い出聞かせて下さい！！」謝礼を出すのでもう一つ想い出作ってイきませんか？ (プレステージ、10月1日)
- 美人水着ギャルばかりを狙う海の家ナンパエステ【番外編】 (変態紳士倶楽部、10月1日)
- 窓から見える隣人の着替えを偶然目撃しちゃった俺 (アキノリAKNR、10月9日)
- 効果絶大！利尿効果のある媚薬をお茶とお菓子に巧みに仕込まれ異常にもよおす尿意に、我慢出来ずに放射状おもらしの大醜態っ！！美人モデル豹変のアクメ失禁オイルマッサージ (LEO、10月10日)
- 自宅や近所だからと無防備すぎるノーブラ姿で知らぬ間に男を誘惑する人妻はヤラレても拒まない！！ (プレステージ、10月10日)
- サラリーマンに人気の秘湯温泉宿で働くピンクコンパニオンはワケありなのか！！生本番が出来るというウワサは本当なのか！？検証してみた！！2 (SCOOP、10月24日)
- 現役女子大生家庭教師レイプ映像集 4時間 (TMA、10月24日)
- 中出し人妻不倫旅行 35 大塚れん (ビッグモーカル、10月25日)
- ピチピチな制服で接客させられた巨乳店員 (アキノリAKNR、11月8日)
- 東京都港区白金セレブ人妻ナンパエステ10 (変態紳士倶楽部、12月1日)
- 中出し巨乳団地妻 産後に急激に感度があがり敏感になりすぎた人妻たち (ビッグモーカル、12月25日)

- マスターベーションインストラクション 4-Jerk Off Instruction-職業コスJOIイイ女スペシャル (ROCKET、1月8日)
- 息詰まるほとの濃厚接吻に溺れる三姉妹 近親相姦・不倫・婚前性交 (HIBINO、1月8日)
  - 出演:大場ゆい、木村つな
- 美人人妻をタイ古式マッサージの無料体験と偽り騙して癒して中出ししちゃいました 目黒区編 (ビッグモーカル、1月25日)
- 『ホントに母さんでいいの？』と言いながらも息子たちと近親相姦で肉壺を濡らすダメな母親達16名4時間。 (NON、2月6日)
- 100人の巨乳乳揉みフェチ映像集 8時間 (TMA、2月13日)
- 絶対に手を出してはいけない相手を夜這いしちゃった俺 8 SPECIAL (アキノリAKNR、3月5日)
- くびれ爆乳一家と夢の下宿生活 (ムーディーズ、4月13日)
- 手コキ女王様 優しく見つめながら猛烈手コキ地獄！ (REAL、4月24日)
- 夫婦で挑戦！夫が本田莉子の凄テクを20版我慢できたら賞金！イカされちゃったら妻が寝取られ中出しSEX！ (はじめ企画、3月13日)
- 罠に堕ちた人妻32 歪んだ愛情 拉致監禁陵辱調教 (中嶋興業、5月1日)
- 出張マッサージで際どい所を何度も刺激されイク寸前に終了させられた人妻は自ら延長を申し入れ挿入中出しを懇願する！3 (プレステージ、5月2日)
- 乳首の形がクッキリ！ノーブラニット姿に発情しちゃった俺 (アキノリAKNR、5月9日)
- ナメたい！モミたい！吸いつきたい！巨乳発掘シロウト妻 即ズボナンパ生中出し！！！6 (田町ナンパ天国、5月25日)
- 穴パンディルドオナニー 2 (OFFICE K'S、6月5日)
- 素人のお姉さん！！「チ◯ポを洗う」お仕事してみませんか？2 (虎堂、6月5日)
- 馬用興奮剤アン◯カを混ぜた飲み物を女に飲ませたら、超ド淫乱なチ◯ポ狂い痴女に豹変していきなり襲い掛かってきた！！(OFFICE K'S、6月5日)
- 爆音バキュームフェラ (REAL、6月12日)
- もっこりパンチラ誘惑 (OFFICE K'S、6月19日)
- 足湯に来た目の前の女子大生がパンチラ、ブラチラ全開で超ラッキ〜！当然、視線はパンチラ&ブラチラに釘付けで超過激で勃起！！それに気づいた女子大生が… (ゴールデンタイム、7月7日)
- 下品な淫語を連発するスケベ女のディルドオナニー4時間 (REAL、7月10日)
- 爆乳女が好んで着たがるサイズの小さい競泳水着 BEST ４じかん。(ドリームチケット、8月1日)
  - 出演:保坂えり、香山美桜、他２名
- 旦那の居ぬ間に突撃交渉！幼稚園に子供を送った帰りのママ友さんたち！童貞くんと自宅で人生初の王様ゲームしてみませんか？　旦那とご無沙汰な欲求不満妻を独り占めでハメまくり！！中出し放題！！念願のハーレム筆下ろし大乱交　２　　ｉｎ　杉並区●●町●丁目●番地 (ディープス、8月6日)
  - 共演:7名
- 真夏の水着スペシャル ビキニ×競泳水着×スク水 8時間50選!! (クリスタル映像 CRYSTAL EX、8月7日)
- アイエナジー15周年記念作品 巨乳ユニット 中出し100連発 大乱交 (アイエナジー AV OPEN2015、9月1日)
  - 共演:8名
- むっちりお姉さんのピタコス爆乳中出しfuck! (AVS collector's/ AV OPEN2015、9月1日)
  - 出演:松本メイ、宮野ゆかな
- パンシミさせながら寝ている親友の巨乳彼女を寝取った俺 (アキノリAKNR、9月10日)
  - 共演:3名
- 古川いおり 媚薬催眠トランス大絶頂セックス (SOD star 、9月10日)
  - 出演:古川いおり
- プールで水着を没収され逃げられない所を下半身露出で辱められ抵抗できない言いなり巨乳女 (ナチュラルハイ、9月24日)
  - 出演:紺野まこ、菅野さゆき他
- 服役中の性機能低下をローションマットプレイで防ぎ、更生率100%を誇る性処理と社会復帰の為のソープランド付き刑務所 (SENZ、10月22日)
- 俺の乳首エステ 誰にも教えたくない位の、絶対に乳首をお留守にしない高級乳首エステティシャン180min (REAL、10月23日)
  - 共演:7名
- 「そこの巨乳お嬢さん！童貞くんの射精のお手伝いをしてくれませんか？」自慢のおっぱいでパイズリ射精してもらうつもりが優しすぎて童貞喪失筆下ろしセックス！までしてくれました。Vol.7 (ナンパJAPAN、10月25日)
- 裸のペット総集編 (プラネットプラス、11月9日)
- Face to Face 6th season (SILK LABO、11月12日)
- ミス・ランジェリーナ Ⅱ 高級コールガールの淫靡なランジェリーと濃密な性交4時間 (BAZOOKA、11月13日)
  - 共演:4名
- 【秒速で寝取る！】近所で一番美人な奥さんを自宅でじっくりハメまくり。生活感溢れる巨乳団地妻が夫のいない間にまさかの中出し受精…15人4時間 (TMA、11月13日)
- センズリ見てたら興奮しちゃったエッチな素人娘たち vol.1 (サルトル映像出版、11月20日)
- 接吻近親相姦 一つ屋根の下、罪悪感と快楽の狭間で最高潮に燃え上がる若妻たち (HIBINO、11月26日)
  - 出演:大槻ひびき、広瀬奈々美
- パンコキ JK脱ぎたてほかほかパンティをチ◯ポに被せシコられる極上のパンツコキ (REAL 、11月27日)
  - 共演:7名
- 超装戦隊マーシャルフォース 呪いパンプキン編 (GIGA、12月11日)

- 【旦那の目を盗んで】近所で一番綺麗な奥さんと不倫温泉ねっとり旅情〜情緒溢れる旅館で夫を忘れ寝取られる美巨乳妻に中出し受精…15人4時間 Vol.02 (TMA、1月8日)
- 不倫妻たちの野外露出 巨乳露出狂の戯れ (バミューダ妄想族、1月9日)
  - 出演:加藤あやの、水野まりん
- 【旦那の目を盗んで】近所で1番綺麗な奥さんと不倫温泉ねっとり旅情〜情緒溢れる旅館で夫を忘れ寝取られる美巨乳妻に中出し受精 15人4時間 vol.2 (TMA、1月10日)
- M男専科！究極ご奉仕潮吹き回春睾丸エステ (MARX、1月13日)
  - 共演:3名
- 街で噂の美人妻が若い男に発情して、童貞チンポにまたがり筆下ろし！ (UMANAMI、1月22日)
  - 共演:3名
- ママさんバレー最強チーム 何としても優勝したいハイレグブルマの若妻を中出しで鍛え直す！ (かぐや姫、1月25日)
  - 出演:松本メイ、加藤あやの
- 神アングルで魅せる！爆乳揺れ揉みながらフェラ (BoinBB、3月1日)
- 性欲が溜まりきった欲求不満妻は誰もいない自宅で愛液が泡になるほどの激しいオナニーを見せつけ男を誘惑する！！ (プレステージ、3月2日)
- 一般男女モニタリングAV マジックミラーの向こうには愛する旦那(=むすこ)！ずっとヤリたいと思っていたむすこの嫁と義父が過激ミッションに挑戦！「息子がダメなら俺が…！」妊娠活動中で色気が増した嫁の巨乳に触れて… (ディープス、3月5日)
- イケメンの友達がほろ酔い状態の女の子を僕の部屋に連れて来た！女に無縁の僕にはそれだけで大興奮なのに超過激でHな王様ゲームが始まっちゃって…巨乳OL編 (お夜食カンパニー、3月7日)
- 悶絶するお姉さんの淫らな美乳美尻揉み尽くし 2 (エンタ！959、3月8日)
- 病室でイチャつくカップル 彼氏が寝てる隙に超可愛い彼女を襲って中出し 2 (かぐや姫、3月25日)
- 彼女のお姉さんは、誘惑ヤリたがり娘。冬月かえで (プレステージ、4月1日)
  - 出演:冬月かえで
- 不動産屋のお姉さんと密室でふたりきり！内見中に手を出しちゃった俺 (アキノリAKNR、4月21日)
- センズリ鑑賞は、セックスよりエロくて恥ずかしい 素人下着モデルにチ◯ポ見せて脱がしちゃいました (かぐや姫、4月25日)
  - 共演:5名
- 中出し不倫妻たちの温泉旅行 03 (ビッグモーカル、5月25日)
  - 出演:大槻ひびき、牧村ひな
- 団地妻 圧巻爆乳中出し 4時間BEST (ビッグモーカル、5月25日)
- 職場の美人先輩CAを淫技で喰いまくる後輩ガチレズビアンが堕とすまでの一部始終を盗撮3 (変態紳士倶楽部、6月1日)
- 最初で最後の寝取り大量中出し近親相姦 娘を取られて悔し過ぎるお父さんのエロ暴走。男手ひとつで育てた娘がまさかの結婚 (Hunter、6月7日)
- 人妻イカせまくり中出しナンパ総イキ59回以上！連続オーガズム！2 (ロータス、6月15日)
- 麗奴館 第四章 (アタッカーズ、7月7日)
  - 出演:小西悠、二宮ナナ
- 想像してみて下さい あなたは手錠で拘束され身動きが出来ない状態。手錠のカギはあなたのチンポに、そして目の前には手足を拘束されている私 (お夜食カンパニー、7月7日)
- むちむち巨乳の誘惑コスチューム 10人4時間SPECIAL (AVS、7月13日)
  - 共演:9名
- お姉さんたちに見つめられてハーレムパイズリBEST (ムーディーズ、7月13日)
- 素人おっぱいコピー。2016夏の乳房豊作祭 (はじめ企画、7月13日)
- ユーザーが選んだ「最もヌケるヌルテカなオイルマッサージ」 おすすめ6選！！！ part4〜巨乳娘編〜 (LEO、8月5日)
- 真・時間が止まる腕時計パート6 禁断の寝取り中出しスペシャル (ROCKET、8月6日)
  - 共演:3名
- ROCKET8周年記念作品 マイクロビキニでドキッ！巨乳20人！水泳大会2016 (ROCKET、8月6日)
- 巨乳風呂 (グローリークエスト、8月18日)
- 孕むまで特訓 ハレンチ水泳部のスク水FUCK (グランドテン、8月22日)
- 「常に性交」ビキニマッサージ4 Fカップ以上の巨乳エステティシャンによる極上オイルマッサージ 本格ヨーロッパ風マッサージ編 (ソフトオンデマンド、9月8日)
- 妻の共有化が義務付けられている村があった…年1回9月に行われる長◯県大股市開村大字野外大乱交 (V&R PRODUCE、9月9日)
  - 共演3名
- スーパーヒロイン危機一髪 No65 (GIGA、9月9日)
- 巨乳 THE BEST ８時間 (TMA、9月10日)
- 姉弟限定一般男女参加型モニタリング お姉ちゃんに童貞を打ち明けセックスの練習と称して素股を懇願したら弟の勃起チ◯ポが入っちゃった (変態紳士倶楽部、10月1日)
- 女監督ハルナの素人レズナンパ105 禁断の！？姉と妹と碧しのオマ◯コ同士！オモチャなんて要らない初レズ素股で絶頂体験！ (ピーターズ、10月15日)
- 一般男女モニタリングAV マイホームを夢見る新婚さん限定 モデルハウス展示場に来た新婚夫婦の奥様が「リモコン固定バイブ」を挿入したまま内見をする過激ミッションに挑戦 (ディープス、10月19日)
- 40歳過ぎてニートの僕はウソのクレームで可愛い制服姿のバイトを自宅に呼び出し、劇薬(媚薬、しびれ薬、睡眠薬)を飲ませてハメまくってます (ゴールデンタイム、11月7日)
- お金欲しさに軽い気持ちで自宅個人撮影会の募集をし、集まったキモいカメラ小僧たちの要望を断りきれず言いなりになってしまうドMな私 (お夜食カンパニー、11月7日)
- SEXが私を美しくする KIRAY Collection 02 (S-cute KIRAY、11月13日)
  - 出演:みづなれい、黒瀬萌衣
- 一般男女モニタリングAV マジックミラーの向こうには愛する旦那！街行く素人奥様が絶対イカせてもらえない寸止め焦らし体験！「もうイカせてください…」極限まで寸止めされ絶頂欲求が高まった清楚妻おま◯こ！2 (ディープス、11月19日)
- 制服×ブルマ×スク水×チアガール 8時間女子◯生スペシャル 40連発(クリスタル映像、12月2日)
- 出産直後のボディラインを気にするスポブラ巨乳妻はご無沙汰過ぎて触られただけで感じる高感度女！目の前の他人チ◯ポに理性保てず雌と化した妻は愛する旦那・子供にはナイショで中出し懇願！ (V&R PRODUCE、12月9日)共演:3名
- マジックミラー号 おマ◯コ未開拓の人妻が初めて感じるオーガズム体験でまさかの大量潮吹き快楽に溺れた人妻は旦那以外のチ◯ポも欲しがっちゃうin所沢 (ソフトオンデマンド、12月22日)
- 夫以外の人と二人きりの旅先で中出しを許してしまった…人妻不倫旅行 (UMANAMI、12月23日)
  - 共演:3名
- 実録 ド変態人妻達の性交尾 (GIGOLO、12月23日)
- 【VR】お姉ちゃんのパンツでオナニーしてたら見つかって怒られるかと思ったらオナニー見せてくれた(SODクリエイト、12月23日)

- フェラテロリスト 淫乱興奮神フェラ大連発 (SEX Agent、1月6日)
- 「そこの巨乳お嬢さん 童貞くんの射精のお手伝いをしてくれませんか」自慢のおっぱいでパイズリ射精してもらうつもりが優しすぎて童貞喪失筆下ろしセックス7 (ナンパJAPAN、1月6日)
- おねだり上手 KIRAY Collection 04 (S-cute KIRAY、1月13日)
  - 出演:倉多まお、水谷心音
- 夫婦二人っきりの家にやってきたデカ乳営業レディがコッソリ夫を挑発！豊満過ぎるオッパイに我慢できず妻に隠れて浮気SEX！契約欲しさに仕掛けた枕営業のつもりが気持ち良過ぎて何度も悶絶イキ！ (V&R PRODUCE、1月13日)
  - 出演:KAORI、羽生ありさ、かなで自由
- 泥酔した姉が着衣のまま入浴してびしょ濡れスケスケ状態で爆睡？！一緒に住んでる姉ちゃんにいつも振り回されっぱなしのボクだけど、さすがに今日は酷かった！酔っ払って帰って来たと思えば風呂場で爆睡！しかも服を着たままシャワー全開びしょ濡れの状態！「風邪引くよ…… (Hunter、1月19日)
- マジックミラー号 巨乳女子はじめてのパイズリ体験 チ◯チンハメられておっぱい震わせながら感じまくり！ in 池袋 (SODクリエイト、1月19日)
- かぐや姫2周年祭り 人気シリーズ大集合！ULTRA BEST (かぐや姫、1月25日)
  - 共演:15名
- ママさんバレー帰りの義母の発汗したハイレグブルマ尻！勃起した息子のチ◯ポを見て火照り出したカラダは理性保てず馬乗り生挿入！飛沫を上げながら激しい腰振りで何度も中出し！  (V&R PRODUCE、2月10日)
- 網タイツ on 白タイツシルエット 忍シスター聖シャドウ 福咲れん (GIGA、2月10日)
- 騎りまくり35連発(LEO、2017年2月10日)
- 強制勃起テクニック 究極のオナサポ〜 絶品凄テク 乳首舐め手コキ (グランバカンス、2月21日)
- 全裸家政婦派遣所 わたくし巨乳課所属でございます。(なでしこ、2月24日)
- 30th BIGMORKAL 中出し人妻不倫旅行 ANNIVERSARY EDITION 8時間 (ビッグモーカル、2月25日)
- 限りなく自然に近い「本物肉棒」人工授精法を選択した夫婦たち (WANZ、3月1日)
  - 出演:波多野結衣、星あんず
- 素人のお姉さん「チ◯ポを洗う」お仕事してみませんか？No2 (虎堂、3月3日)
- きゅんきゅんメイド喫茶 まるごと全員に種配り (ズッコンバッコン、3月13日)
  - 出演:波多野結衣、大槻ひびき、松本メイ、他8名
- 厳選 揺れる巨乳 ナマ中出し 4時間 (グランバカンス、3月21日)
- 一般男女モニタリングAV マジックミラーの向こうには再婚したての父親！巨乳の新しいお母さんと童貞の息子が2人っきりの密室で1発10万円の連続射精筆おろしに挑戦！息子を優しく受け挿れた義母マ◯コと性欲溢れる童貞チ◯ポは一度の射精では収まらない！4組合計16連発！ (ディープス、4月7日)
- 姉弟限定 一般男女参加型モニタリング お姉ちゃんに童貞を打ち明けセックスの練習と称して素股を懇願したら弟の勃起チ◯ポが入っちゃった！ (変態紳士倶楽部、4月24日)
- 押入れで旦那の帰りを待つ全裸ペット妻10人 (なでしこ、4月28日)
- GLAMOROUS PERFECT BODY 2枚組8時間 (TMA、4月28日)
- 会社の手違いで出張先のホテルが相部屋になった職場の同僚を本気(マジ)口説き 盗撮9 (変態紳士倶楽部、5月1日)
- 真昼間の野外露出奴隷 (レアルワークス、5月7日)
- ママさんバレー猛特訓 ハイレグブルマの奥さん9人が僕の家で自主練してたので生チ◯ポハメて応援！ (かぐや姫pt/妄想族、5月7日)
- AV女優 自画撮りオナニー (V&R PRODUCE、5月12日)
- これぞ興奮の真骨頂！バレないように彼女の親友とこっそりヤル！13 (AKNR、5月18日)
- 激しく腰を振るコスプレイヤー騎乗位 8時間 (TMA、5月26日)
- 1人カラオケ店の個室で痙攣絶頂して何度もイキ果てる池袋JKオナニー盗撮 No.2 (変態紳士倶楽部、6月1日)
- アジア古式マッサージ店 盗撮95 「この御神体 凄い」木製巨根張型欲情女SP (ゴーゴーズ、6月2日)
- 催淫オイルエステ 媚薬を擦り込まれ超鋭感になってイキまくる 美・巨乳10人240min (ブリット、6月10日)
- 縛り拷問覚醒 巨乳イキ地獄 福咲れん (バミューダ、6月19日)
- リアル不貞妻の淫らな日常 4時間  (ケイエムプロデュース、6月23日)
- 家事代行おばさんのピタパン尻に我慢できずにバックからねじ込むデカチン即ハメ！3 (ディープス、7月19日)
- 昼下がりの団地妻たちは敷地内ではブラをつけないから乳首スケスケ！！なるべく気にしないように目をそらしていたが、一度見てしまうと二度見するほど、まだ若くて綺麗なとなりの奥さんたちのノーブラスケスケ乳首はエロすぎる！！3 (LEO、8月4日)
- お姉さんの股間に食い込み！股縄調教 (PINKARK、8月4日)
- 素人のお姉さんに僕の汚れたチ◯ポを綺麗に洗ってもらいました 4時間 (ツーベース、8月4日)
- 新居の内見中に不動産屋の男に媚薬を盛られてしまった人妻は夫の側で発情し中出しされる！ (プレステージ、8月11日)
- 一般男女モニタリングAV 働く巨乳OL限定 ゴムハメ＆生ハメ検証企画 職場の同僚同士が勤務中に過激なイキ我慢ミッションに挑戦！後輩男子とのSEXでイかなかったら100万円！ゴム有りチ◯ポではイクのを我慢できた女先輩もコンドームを外して生ハメされた瞬間に絶叫即イキ！ (ディープス、9月7日)
- 社内の誰もが憧れる美人秘書巨乳緊縛 福咲れん (ビッグモーカル、9月25日)
- おばさんナンパ 押しに弱い熟女のお家にあがりこみ自宅中出し (ホットエンターテイメント、10月10日)
- 淫らな人妻との温泉中出しの旅 平穏な毎日に不満があるわけではないがどこか物足りない。もう一度だけときめきを感じたくて女は見知らぬ男に抱かれる4 (ホットエンターテイメント、10月10日)
- M男悶絶 射精の快楽を超えた、男の潮吹き4時間 (ケイエムプロデュース、10月27日)
- ボクの事を昔イジメていたヤンキー娘が美人妻になって健全なマッサージ店で性的サービスをしている情報を入手、それをネタに復讐ついでに中出しまでした件。7 (変態紳士倶楽部、11月1日)
- 【VR】VR長尺116分 ヤレる人妻回春マッサージ 妄想的特殊バーチャル中出し (変態紳士倶楽部VR、11月1日)
- 絶倫デカパイ４姉妹と同棲生活〜突然できた義理の姉にデカチンを目撃されて〜 (F&A、12月7日)
- コタツの中でひっそり奥さんのマ◯コに触れると糸を引くほど溢れ出す愛液！ご無沙汰すぎて旦那が隣に居るにも関わらず何度も悶絶絶頂！2  (V&R PRODUCE、12月8日)
- 挑発！パンチラオナニー2 (グローリークエスト、12月20日)
- 超絶爆乳奥さんに中出し8時間SP 28人 (ビッグモーカル、12月25日)

- 近所の奥さんを自宅に連れ込んでイキ我慢させるチョイ悪ガキ (F&A、1月11日)
- イカセ拷問 姦犯 (レアルワークス、1月26日)
- 1人暮らしのボクの家にやってきたのはデカ乳の家政婦！母性溢れる巨乳に僕のチ○ポはフル勃起！責任を感じたのかまさかの優しい授乳手コキ！目の前のデカチ○ポ握るだけでは飽き足らず思わず馬乗り生挿入！ (V&R PRODUCE、2月9日)
- 媚縛潜入捜査官05 (レアルワークス、2月23日)
- 下半身タッチNGのセクキャバで体験入店の女子ばかりを言葉巧みにオトし本番中出しする悪徳客の実態を捉えた！7 (変態紳士倶楽部、5月1日)
- 日本緊縛師列伝 第二章 神凪 (REAL、5月11日)
- 裏露出 4時間 (ビッグモーカル、7月26日)
- 【VR】ハイクオリティー 3D VR 桜空もも 独占本指名！噂の本番出来ちゃうおっパブ店 長尺140分スペシャルコース バスト90cmのGカップおっパブ嬢と超至近距離で裏オプ(本番) (アイデアポケット、8月1日)
- 「あっ！ナマで入っちゃった！」オイル素股でマ◯コにチ◯ポを擦り付けてたら気持ちよすぎてヌルっと生挿入！！中出しSEXまでヤッちゃったデリヘル嬢たちスペシャル (グローリークエスト、8月16日)
- 今宵、妻が浮気します 4時間12人 (ビッグモーカル、8月23日)
- 極嬢のおっぱいとケツ！30人60おっぱい30ケツ大集合 (バズーカ、8月24日)
- 憧れの母性溢れるデカ乳義母に欲情した童貞息子が優しいパイズリを懇願！柔らかな胸に挟まれて勃起が止まらずまさかの生チ◯ポ挿入！大きなオッパイ揺らしながら早漏すぎて何度も中出し！3 (V&R PRODUCE、9月14日)
- 妻の共有化が義務付けられている地区があった…〜14名の貞操妻たちが愛する旦那を忘れて夫婦交換中出しスワッピング〜 (V&R PRODUCE、9月14日)

## 出演

### テレビ
- 劇団ひとりの新番組を考える会議 （テレビ朝日、7月18日）
- （CS Ch.907 Splash、8月）
- （CS Ch.903 フラミンゴ903、8月）
- 着エロ乙女 （CS Ch.663 PigooHD、10月2日）#7
- （つくばTV、11月）
- 大人の子守唄 （サンテレビ、12月6日）鶴光先生の出張美女診断

- 湯けむりスナイパー （テレビ東京、1月6日）露天風呂客サオリ役
- 早海さんと呼ばれる日 （フジテレビ、1月22日）
- チャンネルα （フジテレビ、2月14日）
- 濱ホス愛に恋「たこ焼きホスト イザキショウ」 （HOST-TV、3月17日 - 8月18日、土曜レギュラー配信）白鳥れん役
- クローバー （テレビ東京、5月11日）#5
- 千原ジュニアの映画製作委員会 （CS Ch.633 チャンネルNECO、5月25日）共演:紗倉まな、麻生希
- たぶらかし-代行女優業・マキ-（読売テレビ、5月31日・6月7日）#9・10
- 平成桃色女学園 （エンタ!371、7月1日・8月2日）#7・8
- タモリ倶楽部 （テレビ朝日、8月30日）空耳アワー作品VTR
- 匿名探偵 （テレビ朝日、10月12日 - 12月7日）アンズ役

- 志村&鶴瓶のあぶない交遊録16（テレビ朝日、1月2日）グラビア美女役
- アメトーーク （テレビ朝日、3月22日）服装モデル
- NEWS PARADISE（6月27日 - 10月17日[12]、パラダイスTV）キャスター
- 24時間テレビ エロは地球を救う2013 （8月24・25日、パラダイスTV）アシスタント、DJ
- エンダン（9月26日、NOTTV）
  - 共演ゲスト:バービー、西野翔

- 第1回セクシー女優ダラケ!のスカパー!水泳大会 （8月22日、BSスカパー）

- 第2回セクシー女優ダラケ!のスカパー!水泳大会 （7月29日、BSスカパー）

### オリジナルビデオ
- 江頭2:50のがんばれ!エガちゃんピン4　MEGA　MAX (2012/10/26、avex)

### ラジオ
- 砂守岳央アワー みるじぇねっ（2012年12月20日、下北FM）共演:仁科百華

### 配信テレビ
- 綾瀬れんのけしからんおっπ!!（2013年2月4日 - 3月4日、ニコニコ生放送）共演:NOモーション。[13]、源みいな、さくら悠、小林さや、他
- ニコ☆パラch
- DMMチャット　共演:眞木あずさ、周防ゆきこ、菅野さゆき、長澤あずさ
- スパローズのギリギリセーフ!?（ニコジョッキー、2012年）
- 的中アルティメット（HOST-TV、2012年3月1日 - 4月24日）競馬予想番組[14]
- 顔面凶器の相談所（DMM.R18パコパコ動画、8月6日）#2
  - 共演:桐谷ユリア、ELENA
- 24時間テレビ エロは地球を救う!2013総集編（11月4日、パラダイスTV）

### デジタル写真集
- 舞ワイフ（「井上美咲」名義）
  - No.434[15]
  - No.441[16]
- BoinBB.com写真集（BB動画、9月17日）
- デジグラ（画像サイト)
- 携帯サイト（どっきりクイーン、バナーナ）
- ビッグモーカル（グラビア）

### 雑誌・新聞
- 講談社（週刊現代、FRIDAY）
- GOT（ズバ王 「極選人妻BJ 」シリーズ、実話大報、VIDEO BOY 増刊「東京素人 vol.2」）
- 週刊実話
- 週刊大衆
- 週刊SPA
- 週刊プレイボーイ[17]
- 東京スポーツ（2011年10月 - 2012年3月）毎週火曜日連載、他
- デイリースポーツ（2012年）
- 夕刊フジ（2013年8月17・24日）
- 日刊スポーツ（2014年3月17 - 19日）

### 映画
- 牛眼（2012年、自主制作、監督:野田拓真） - アイ 役
- キラーモーテル（2012年7月21日、監督:小川和也、主演:伊藤えみ）
  - 出演:前田優希、中里順子、星野あかり
- 淫乱巨乳妻の白昼夢 (2015年2月13日公開、監督:荒木太郎) - 横山登紀子 役（主演）[18]
  - 出演:西川りおん、峰岸ふじこ
- 悦楽交差点　オンナの裏に出会うとき（2015年12月18日、城定秀夫監督） - 麻衣 役
  - 悦楽交差点 (2016年8月21日)- 麻衣 役※上記作品のＲ‐15版
- 巨乳OLと美乳人妻〜北へ向かう女たち〜 (2016年5月20日、監督:加藤義一)- 大崎愛 役（主演）[19]
  - 出演:倖田李梨
- 巨乳だらけ　渚の乳喧嘩 (2016年12月9日公開、監督:加藤義一)- 早坂月子 役[20]
  - 出演:めぐり
- 湯けむりおっぱい注意報 (2017年9月8日公開、監督:小川欽也)- 水上京子 役[21]
  - 出演:篠田ゆう、加藤あやの
- 二人の巨乳妻〜美和と茜〜 (2017年10月27日公開、監督:池島ゆたか)- 茜美和 役（主演）[22]
  - 出演:織田真子、雪美えみる
- 熟女の誘惑 入れ食いの宿 (2018年9月7日公開、監督:小川欽也)- 塚本ヤヨイ 役[23]
- ばるぼら（2020年11月20日、監督：手塚眞、イオンエンターテイメント）

### Vシネマ
- ナースエンジェル2（2011年12月9日、監督:外山政行、ZENピクチャーズ） - 桃沢マミ 役（主演）
- ワルアナ（2012年8月17日、監督:カワノゴウシ、オールイン エンタテインメント　主演:有村千佳）
- 家族遊戯～家庭教師は見た!～（2012年9月5日、監督:カワノゴウシ、アルバトロス　主演:香西咲）
- ミッシング66（2012年9月5日発売、監督:越坂康史、アルバトロス　主演:愛葉るび・辰巳ゆい） - 高校生 役
- ドラムリミット 穴（2012年9月28日発売、監督:越坂康史、主演:辰巳ゆい）
- ヤンキーアイドル（2012年12月21日、監督:城定秀夫、主演:沖ひとみ） - シノダアツコ 役
  - 出演:小滝みい菜、小林優斗、亜紗美、しじみ
- ミッシング77（2013年1月9日発売、監督:越坂康史、主演:栗林里莉・辰巳ゆい） - 高校生 役
  - 出演:愛葉るび、緒川凛
- ベルベット・キス 罠にはめた小悪魔（2013年2月2日、監督:小南敏也） - 佐伯留美 役
  - 出演:佳苗るか
- ベルベット・キス 禁じられた二人の時（2013年3月2日、監督:小南敏也） - 佐伯留美 役
  - 出演:佳苗るか
- 新任女教師 未熟な進路指導（2014年12月3日、監督:羽生研司）
  - 出演:古川いおり
- 時空変態人間 もしも時間が止められたら!（2015年4月20日、監督:奥渉）
  - 出演:成海うるみ
- 東京地下女子刑務所 CHAPTER1・エリア88 (2015年12月2日、監督:越坂康史) 
  - 出演:樹花凛、あやなれい、倖田李梨
- 新・嬢王ゲーム SEX  or LOVE (2016年8月3日発売)
  - 出演:佐倉絆、佐山愛
- 凶愛 デートレイプ (2017年4月5日発売)
  - 出演:天使もえ
- オープン・マリッジ  ある夫婦のカタチ(2018年11月2日発売) 
  - 出演:市川まさみ
- SEX and LoveDoll:アンジェラ 〜美爆乳アンドロイドのセクシー実践講座〜（2018年12月5日、監督:吉行由実）
  - 「奈々」役、W主演:奥田咲

## 音楽

### シングルCD
- キラキラ（Milky Pop Generation、2012年10月配信開始、2013年3月15日CDリリースMPCD-15014）、他2曲[24][25][26]